# قاوس (جیجل)
قاوس (به عربی: قاوس) یک شهرداری در الجزایر است که در Texenna District واقع شده‌است.
 قاوس  ۲۶٬۱۳۷ نفر جمعیت دارد.